# Lac Shoshone
Le lac Shoshone est un lac naturel situé dans le parc national de Yellowstone au Wyoming aux États-Unis. D'une superficie de 32,6 km2, il s'agit du 2e plus grand lac du parc national de Yellowstone après le lac Yellowstone.
Il est alimenté par quelques ruisseaux, notamment De Lacy Creek au nord, Moose Creek au sud et Shoshone Creek et Cold Mountain Creek à l'ouest. Son principal émissaire est la rivière Lewis, qui le draine vers le sud en direction du lac Lewis.
Bien qu'autorisées, la navigation et la pêche sur le lac sont réglementées.

## Histoire
Le lac Shoshone a porté divers noms (non officiels) depuis qu'il a été « découvert » par des trappeurs au début du XIXe siècle. Jim Bridger a visité le lac en 1846 (peut-être même dès 1833) et Osborne Russell (en) en 1839. À cette époque, le lac était appelé « Snake Lake ». Une carte dessinée par le missionnaire jésuite Pierre-Jean De Smet en 1851 identifie le lac sous le nom « DeSmet's Lake ». Walter DeLacy, cartographe du Montana, l'identifie comme « Delacy's Lake » lors de son passage dans la région en 1863.
Lors du campement de l'expédition Cook-Folsom-Peterson (en) à l'extrémité nord du lac le 29 septembre 1869, le groupe ne mentionna pas le nom du lac. Ses membres pensaient à tort que le lac Shoshone était la source des rivières Firehole et Madison. Cette erreur se poursuivit lors de l'expédition Washburn-Langford-Doane en 1871. Le 17 septembre 1870, alors qu'ils franchissaient la ligne de partage des eaux, Cornelius Hedges, membre de l'expédition, nomma le lac Washburn Lake en l'honneur du chef de l'expédition Henry Washburn, mais ce nom ne perdura pas.
A. C. Peale, du Hayden Geological Survey of 1871 (en), visita le lac Shoshone en août 1871 mais l'appela Madison Lake.
Ce n'est que lors du Hayden Geologic Survey de 1872 que Frank Bradley, un membre du groupe, confirme que le lac se trouve dans le bassin versant de la rivière Snake et donne au lac son nom actuel (Shoshone) d'après le nom indien de la rivière Snake.

## Shoshone Geyser Basin

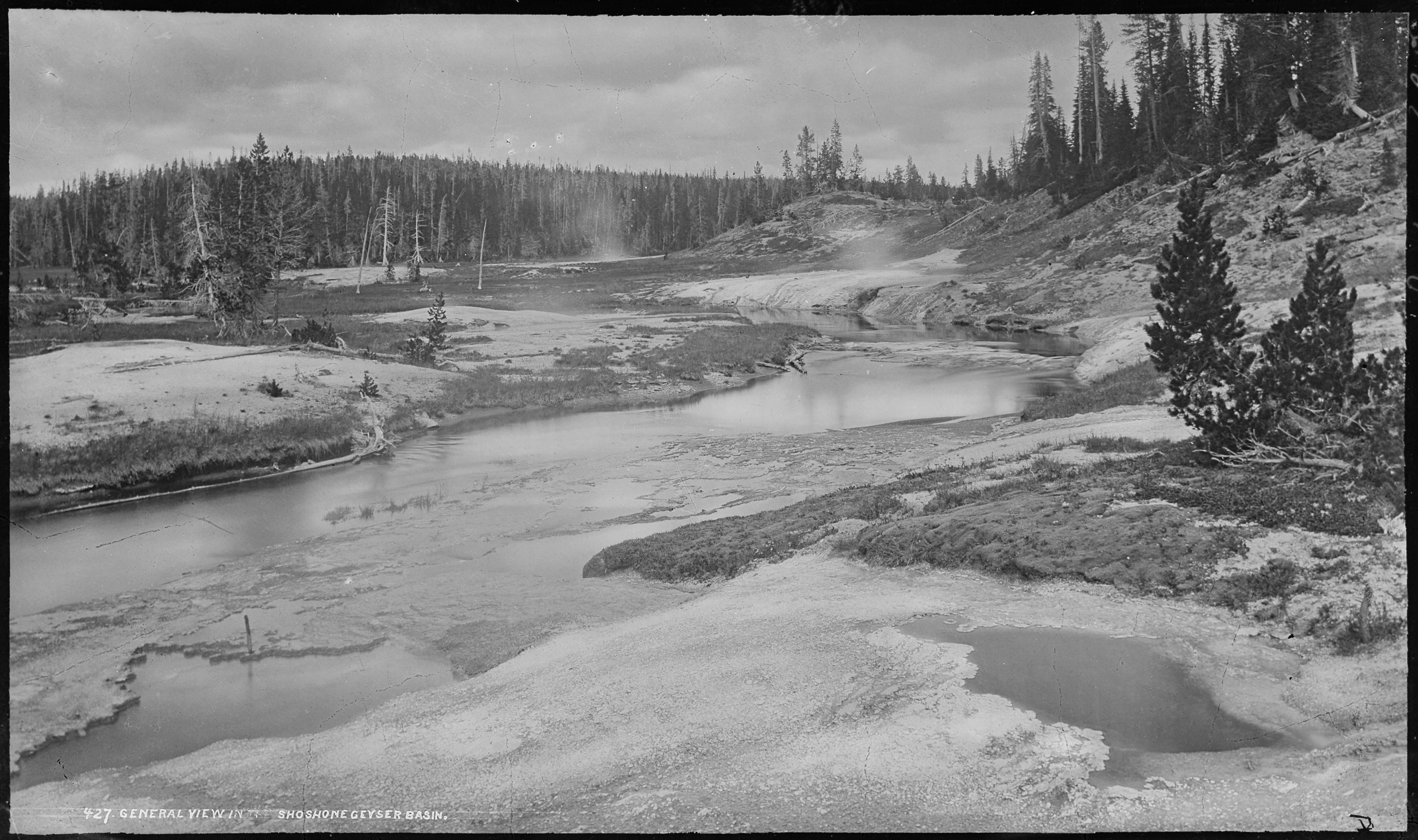
Le Shoshone Geyser Basin en 1878.

Situé à l'extrémité sud-ouest du lac, le Shoshone Geyser Basin contient l'une des plus fortes concentrations de geysers au monde : plus de 80 dans une zone de 490 m de long sur 240 m de large. Des sources chaudes et mares de boue parsèment le paysage entre le Shoshone Geyser Basin et le lac.

## Galerie

Photographies du lac Shoshone
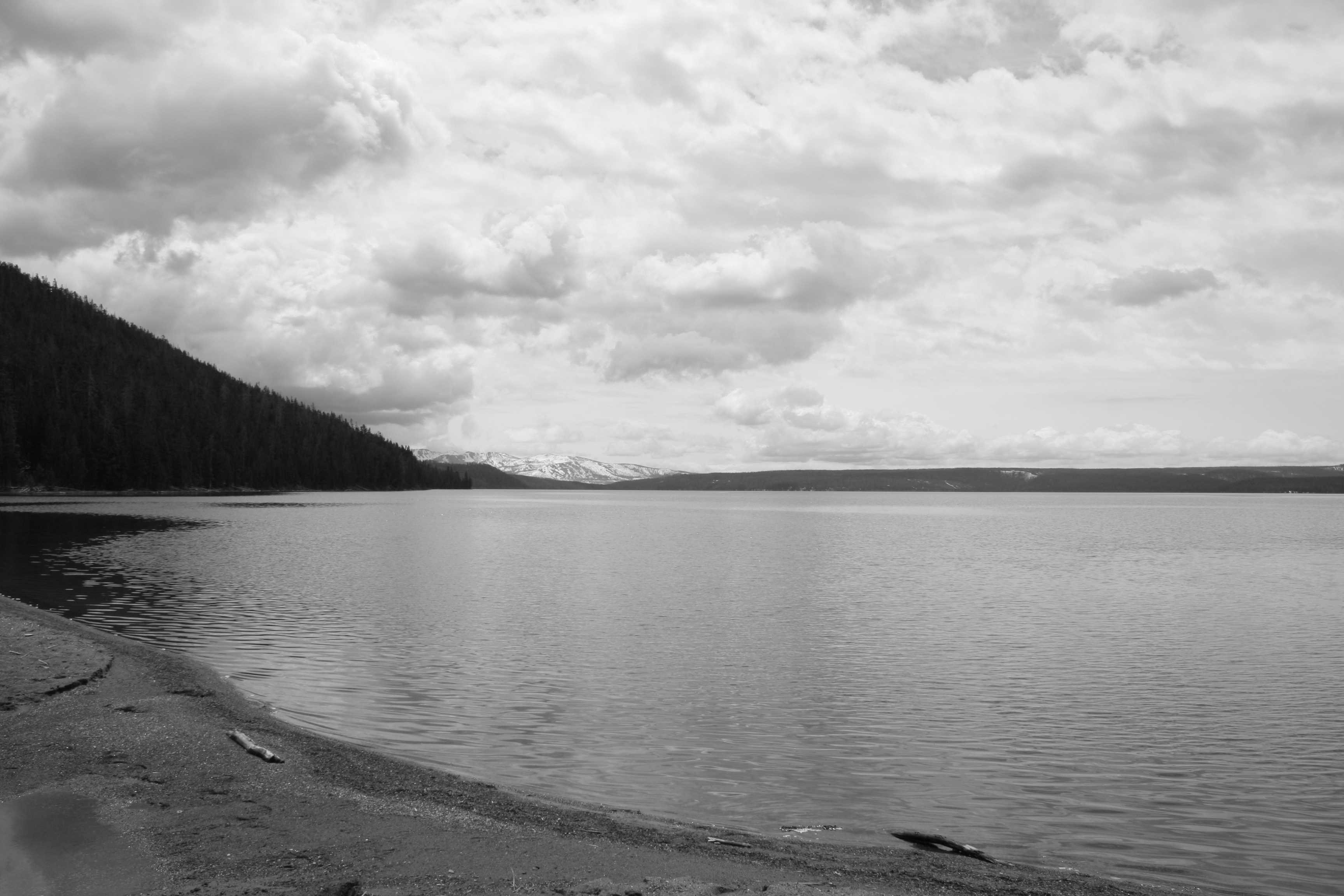
Lac Shoshone.
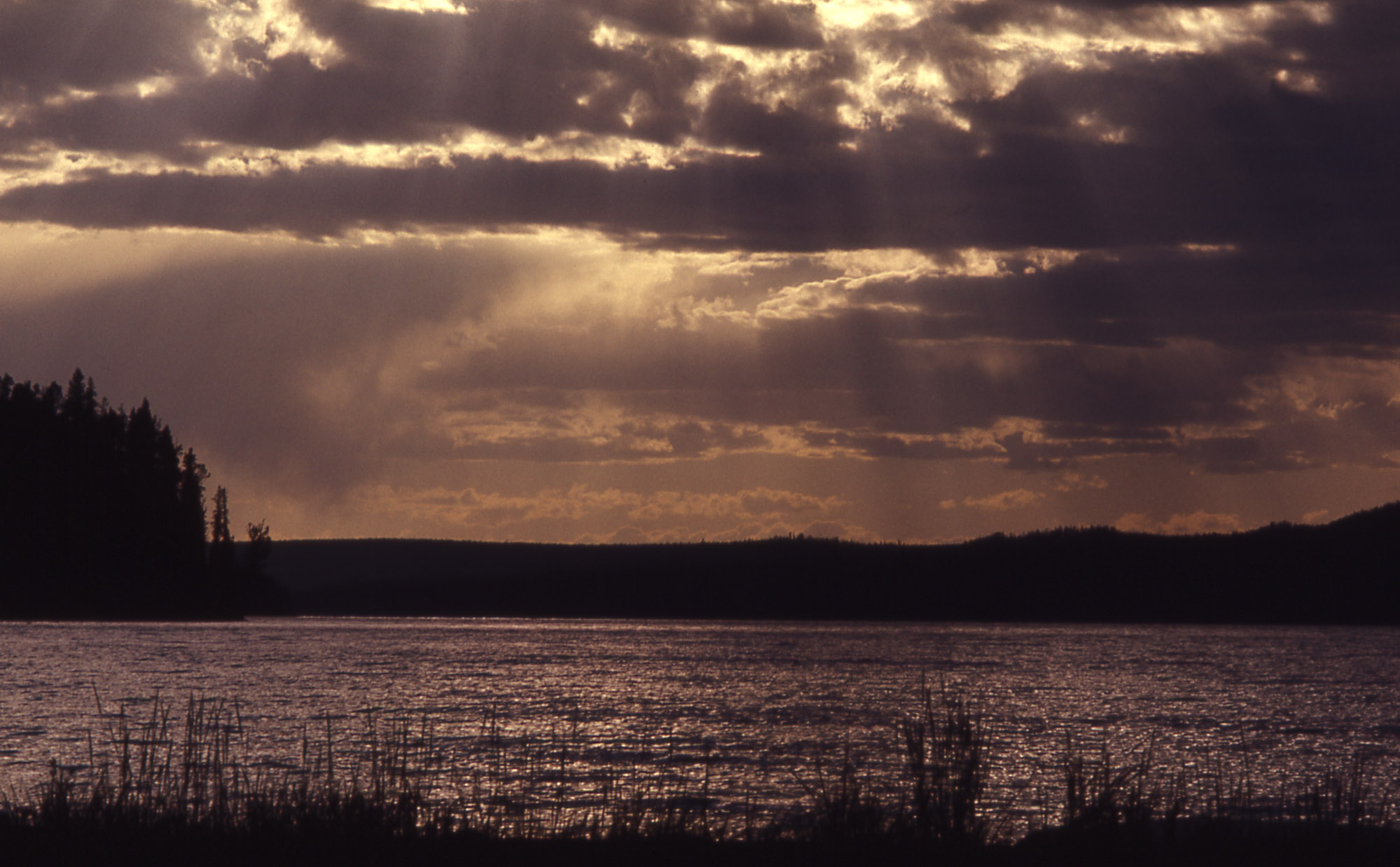
Coucher de soleil sur le lac Shoshone en 1970.
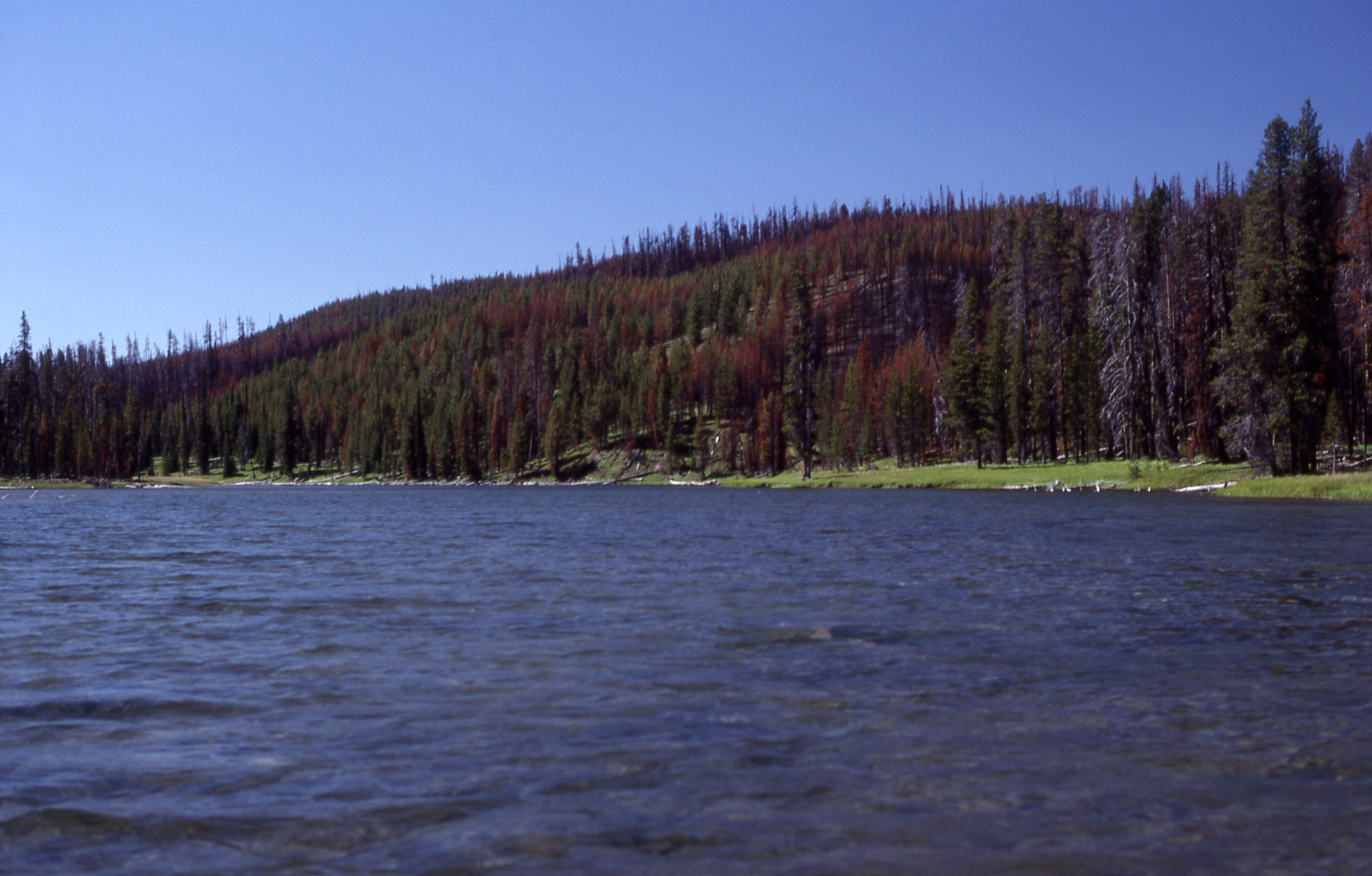
Départ de la rivière Lewis en 1989.